# シトロン・ジェネヴァ
シトロン・ジェネヴァ (オランダ語: Citroen met Jenever) は、レモン・リキュールの銘柄の1つである。液色は黄色、アルコール度数は20度、エキス分は27％。

## 概説
シトロン・ジェネヴァは、レモンを主原料の1つとして作られるリキュールである。オランダのスヒーダムのデ・カイパー社によって製造されている。オランダ・ジン（ドライ・ジンではない）をベースとしており、それにレモンを主体とする柑橘系の香りを付け、その後、水で希釈（加水）して、さらに砂糖シロップを加えて製品となる。

## シトロン・ジェネヴァを使ったカクテル
シトロン・ウエディング （Citron Wedding）
シトロン・ウエディングとは、冷たいタイプのロングドリンクに分類される、リキュールをベースとしたカクテルの1つである。作り方は、まず氷を入れたタンブラー（容量240〜300ml程度）に、シトロン・ジェネヴァを45mlと、レモン・ジュースを10ml注ぎステアする。そこに、予め冷やしておいた炭酸水を適量注いでグラスを満たし、軽くステアすれば完成である。なお、レモン・ジュースは、基本的にその場で絞ったものを使用のこと。
シトロン・スイング （Citron Swing）
シトロン・スイングとは、ショートドリンクに分類される、リキュールをベースとしたカクテルの1つである。なお、片仮名表記ではシトロン・スウィングと書かれる例もある。正式名称は、シトロン・スイング・カクテル、または、シトロン・スウィング・カクテル。
- シトロン・ジェネヴァ ： バーボン ： ホワイト・キュラソー ＝ 3：2：1
- レモン・ジュース ＝ 1tsp

以上全てをシェークして、カクテル・グラス（容量75〜90ml程度）に注ぐ。その後、螺旋状にむいたレモンの果皮をグラスに飾れば完成である。なお、レモン・ジュースは、基本的にその場で絞ったものを使用のこと。

## 主な参考文献
- 福西英三 『リキュールブック』 柴田書店 1997年7月1日発行 ISBN 4-388-05803-3